# 圣沙芒 (康塔尔省)
圣沙芒（法語：Saint-Chamant，法語發音：[sɛ̃ ʃamɑ̃]）是法国康塔尔省的一个市镇，位于该省西部，属于莫里亚克区。

## 地理
圣沙芒（45°5'27"N, 2°26'21"E）面积13.72 平方千米，位于法国奥弗涅-罗讷-阿尔卑斯大区康塔爾省，该省份为法国中南部省份，位于法國中央高原中心，北起科雷兹省、上盧瓦爾省和多姆山省，西接洛特省和科雷兹省，南至阿韦龙省和洛特省，东临上盧瓦爾省和洛泽尔省。
与圣沙芒接壤的市镇（或旧市镇、城区）包括：圣塞尔南、圣西尔格德马尔贝、圣马丹瓦尔默鲁、圣普罗热德萨莱尔。

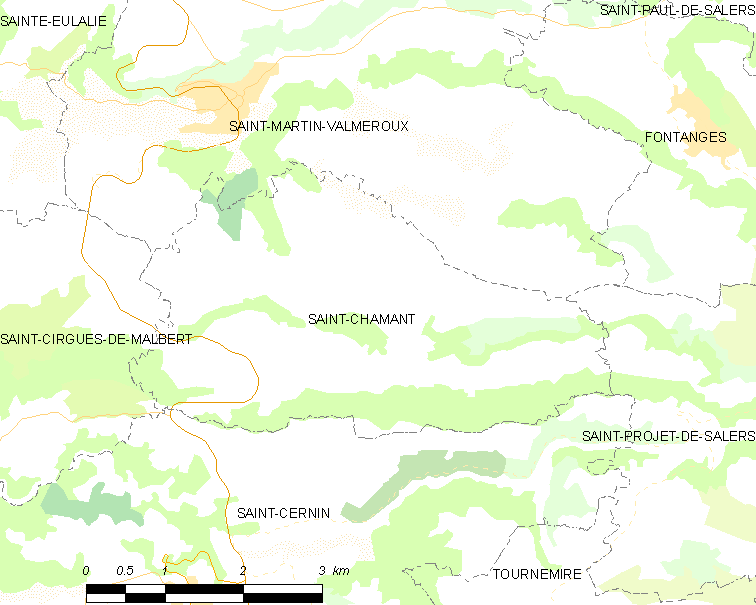
的OSM定位图

圣沙芒的时区为UTC+01:00、UTC+02:00（夏令时）。

## 行政
圣沙芒的邮政编码为15140，INSEE市镇编码为15176。

## 政治
圣沙芒所属的省级选区为诺塞勒县。

## 人口

1962-2008年间人口变化图示

圣沙芒于2022年1月1日时的人口数量为237人。